# Eolydekkerina
Eolydekkerina is een geslacht van uitgestorven temnospondyle Batrachomorpha (basale 'amfibieën') uit het Vroeg-Trias van Zuid-Afrika. Het behoort tot de familie Lydekkerinidae, samen met het nauw verwante geslacht Lydekkerina. Het is bekend van de enige soort Eolydekkerina magna, die in 1996 werd benoemd uit een deel van de Beaufortgroep genaamd de Lystrosaurus Assemblage Zone.

## Naamgeving
De typesoort Eolydekkerina magna werd in 1996 benoemd door Sjisjkin. De geslachtsnaam verbindt het Grieks eoos, 'dageraad', met een verwijzing naar het geslacht Lydekkerina. De soortaanduiding verwijst naar de grote omvang.
Het holotype BP/1/5079 is op de Fairydale Farm, bij Bethulie, Vrijstaat, gevonden in een laag van de Katbergformatie die dateert uit het Scythien. Het bestaat uit een schedel zonder onderkaken.

## Beschrijving
Eolydekkerina is bekend van twee exemplaren: een schedel zonder onderkaak en een slecht bewaarde onderkaak, niet geassocieerd met de schedel. Met een lengte van dertien centimeter is de schedel van Eolydekkerina groter dan die van elk Lydekkerina-exemplaar. De snuit is verhoudingsgewijs veel langer en de oogkassen staan verder uit elkaar dan bij Lydekkerina. De verhoudingen van de schedel bij Eolydekkerina zijn vergelijkbaar met die van het Australische lydekkerinide geslacht Chomatobatrachus. Eolydekkerina heeft echter meer kenmerken gemeen met Lydekkerina, waaronder de bijna identieke vorm van botten aan de achterkant van de schedel. De schedel is ruwweg driehoekig van vorm van bovenaf gezien, met rechte zijmarges. De randen van de oogkas zijn verhoogd en het midden van de snuit is iets ingesprongen. Ondiepe groeven lopen langs het oppervlak van de schedel achter de oogkassen en onder de neusgaten.
De verlengde schedel van Eolydekkerina, hoewel anders dan die van Lydekkerina, is vergelijkbaar met die van de verwante rhinesuchiden en capitosauriden. Men denkt dat de korte schedel van Lydekkerina een afgeleide of geavanceerde eigenschap is, wat suggereert dat Lydekkerina is geëvolueerd van een meer typische temnospondyle met een langere schedel. Aangezien temnospondyle schedels de neiging hebben langer te worden naarmate individuen van een soort ouder worden, kan de schedel van Lydekkerina een juveniele vorm vertegenwoordigen, terwijl de schedel van Eolydekkerina een volgroeide volwassen vorm vertegenwoordigt. Als Lydekkerina de afstammeling is van Eolydekkerina, is het waarschijnlijk geëvolueerd door jeugdkenmerken te behouden tot in de volwassenheid in een toestand die bekend staat als pedomorfose.

## Paleo-omgeving
Overblijfselen van Eolydekkerina werden gevonden in het onderste deel van de Lystrosaurus Assemblage Zone, een afzetting die zeer weinig amfibieën in stand houdt. Amfibieën worden talrijker in jongere delen van de Lystrosaurus Assemblage Zone, waarbij de meeste exemplaren kunnen worden toegeschreven aan Lydekkerina of aan de dissorophoïde Micropholis. Verschillende soorten van de familie Rhytidosteidae zijn ook geïdentificeerd uit het bovenste deel van de Lystrosaurus Assemblage Zone. Toen fossielen van Eolydekkerina voor het eerst werden gevonden, werd gedacht dat ze tot een rhytidosteïde behoorden, aangezien in dit deel van de verzamelzone al een rhytidosteïde genaamd Pneumatostega was gevonden.
De lagere Lystrosaurus Assemblage Zone wordt gedomineerd door de synapside Lystrosaurus, evenals reptielen als Owenetta en Proterosuchus. De meeste kleine lydekkeriniden zoals Lydekkerina zijn te vinden in dit type verzamelplaats. Lydekkeriniden van vergelijkbare grootte als Eolydekkerina (zoals Chomatobatrachus) worden meestal gevonden in door 'amfibieën' gedomineerde verzamelplaatsen waar Lystrosaurus niet aanwezig is. Daarom is de aanwezigheid van Eolydekkerina in een door reptielen gedomineerde omgeving ongebruikelijk.